# Rezolucja Rady Bezpieczeństwa ONZ nr 194
Rezolucja Rady Bezpieczeństwa ONZ nr 194 została przyjęta jednomyślnie 25 września 1964 r.
Rada potwierdziła swoje poprzednie rezolucje w kwestii cypryjskiej oraz przedłużyła mandat Sił Pokojowych ONZ na Cyprze na kolejne 3 miesiące do dnia 26 grudnia 1964 r.